# Grabupė
Grabupė je řeka na západě Litvy, pramenící 2 km na jihozápad od obce Ramučiai (okres Šilutė), ústí do řeky Šyši 1,5 km na východ od okresního města Šilutė, 12,5 km od jejího ústí do ramene Němenu Atmata jako její pravý přítok. Teče zpočátku na severozápad, u vsi Barvai se stáčí na jih, protéká vsí Kalininkai, po 2 km se stáčí náhle na jihovýchod, dále na jihozápad, dále na jih, protéká obcí Grabupiai a 1 km na jih od ní se vlévá do řeky Šyši, přímo naprotí bývalému koncentračnímu táboru Macikai na severním okraji Maciků.

## Přítoky
Říčka nemá významné přítoky.